# Raroia
Raroia ou Raro-nuku est un atoll situé dans l'archipel des Tuamotu en Polynésie française. Il est administrativement rattaché, avec l'atoll de Takume voisin, à la commune de Makemo.

## Géographie

### Situation
Raroia est situé à 9,5 km au sud-ouest de Takume, l'île la plus proche, et à 724 km à l'est de Tahiti. L'atoll est de forme ovale avec 43 km de longueur et 14 km de largeur maximales pour 41 km2 de terres émergées. Son grand lagon couvre une superficie de 385 km2.

### Géologie
D'un point de vue géologique, l'atoll est l'excroissance corallienne (de 275 mètres) du sommet du mont volcanique sous-marin homonyme, qui mesure 2 410 mètres depuis le plancher océanique, formé il y a environ 46,1 à 47,6 millions d'années.

### Démographie
En 2017, la population totale de Raroia est de 326 personnes, principalement regroupées dans le village de Garumaoa ; son évolution est la suivante :
| 66                                                      | 166 | 184 | 219 | 302 | 349 | 326 |
| Sources ISPF et Gouvernement de la Polynésie française. |     |     |     |     |     |     |

## Histoire

### Découverte par les Européens
La première mention de l'atoll aurait été faite par le navigateur portugais Pedro Fernandes de Queirós qui le signale en 1606. L'atoll est abordé de manière certaine par l'explorateur russe Bellingshausen le 12 juillet 1820 qui le baptise Barclay de Tolly, du nom du général russe Michel Barclay de Tolly. Puis c'est le navigateur américain Charles Wilkes qui visite l'atoll le 26 décembre 1840 lors de son expédition australe.

### Période contemporaine
Au XIXe siècle, Nihiru devient un territoire français peuplé alors de près de 300 habitants autochtones vers 1850, soit l'un des plus peuplés des Tuamotu. Au milieu du siècle, l'atoll est évangélisé avec la fondation de la paroisse Saint-Michel en 1850, puis la construction de l'église homonyme en 1877 rattachée au diocèse de Papetee.
Le 7 août 1947, Raroia devient célèbre en tant que lieu d'arrivée de l'expédition de Thor Heyerdahl sur le radeau Kon-Tiki après un voyage à partir du Pérou. Un des membres de l'expédition, l'anthropologue suédois Bengt Danielsson, s'y établit par la suite plusieurs mois pour en étudier la société et l'économie, publiant plusieurs ouvrages ainsi qu'une thèse de doctorat soutenue à l'université d'Uppsala en Suède en 1955.

## Économie
L'économie de l'atoll est traditionnellement liée à la pêche de subsistance ainsi qu'à la culture du coprah. La perliculture s'est également développée grâce à la création de trois grandes fermes perlières (perle et nacre) – qui ont obtenu des permis d'exploitation sur 800 ha du lagon et l'autorisation de 800 lignes de collectage des naissains –, situées principalement près de la passe. En 2018, la pêche aux holothuries est autorisée uniquement dans la partie sud du lagon le long de la ligne reliant le motu Tahiti Toreu à l'Ouest et le motu Piupiu à l'Est ; la partie au nord constituant une réserve.
Fin 2012, la construction d'une darse est débutée pour faciliter les transports maritimes et l'accès à l'atoll : d'un montant de 440 millions de XPF, elle est financée à 80 % par l'État français et à 20 % par la collectivité d'outre-mer de Polynésie. Raroia est desservi deux fois par mois par bateau.
Le tourisme sur l'atoll s'est aussi développé avec la construction près du village de Garumaoa d'un aérodrome avec une piste de 1 250 mètres. La rotation aérienne est hebdomadaire (les jeudis) avec un vol supplémentaire en période de vacances scolaires. Il accueille, en moyenne, environ 130 vols et 2 500 passagers par an, dont 60% en transit.